# Quasi-Park Narodowy Nishi-Chūgoku Sanchi
Quasi-Park Narodowy Nishi-Chūgoku Sanchi (jap. 西中国山地国定公園 Nishi-Chūgoku Sanchi Kokutei Kōen) – quasi-park narodowy na Honsiu, w Japonii.
Park obejmuje tereny usytuowane w trzech prefekturach: Shimane, Yamaguchi, Hiroszima, o łącznym obszarze 285,53 km². 
Na terenie parku znajdują się m.in.: 
- przełomy: Sandan na rzece Shibaki, Hikimi – Hikimi, Fukatani – Fukatani, Jakuchi – Usa, Sōzu – Usa;
- góry: Osorakan (1346 m), Kanmuri (1339 m), Jakuchi (1337 m), Azōji (1263), Garyū (1223 m), Asa (1218 m).

Zamieszkuje tam japoński niedźwiedź czarny (Ursus thibetanus japonicus), podgatunek niedźwiedzia himalajskiego. 

## Galeria

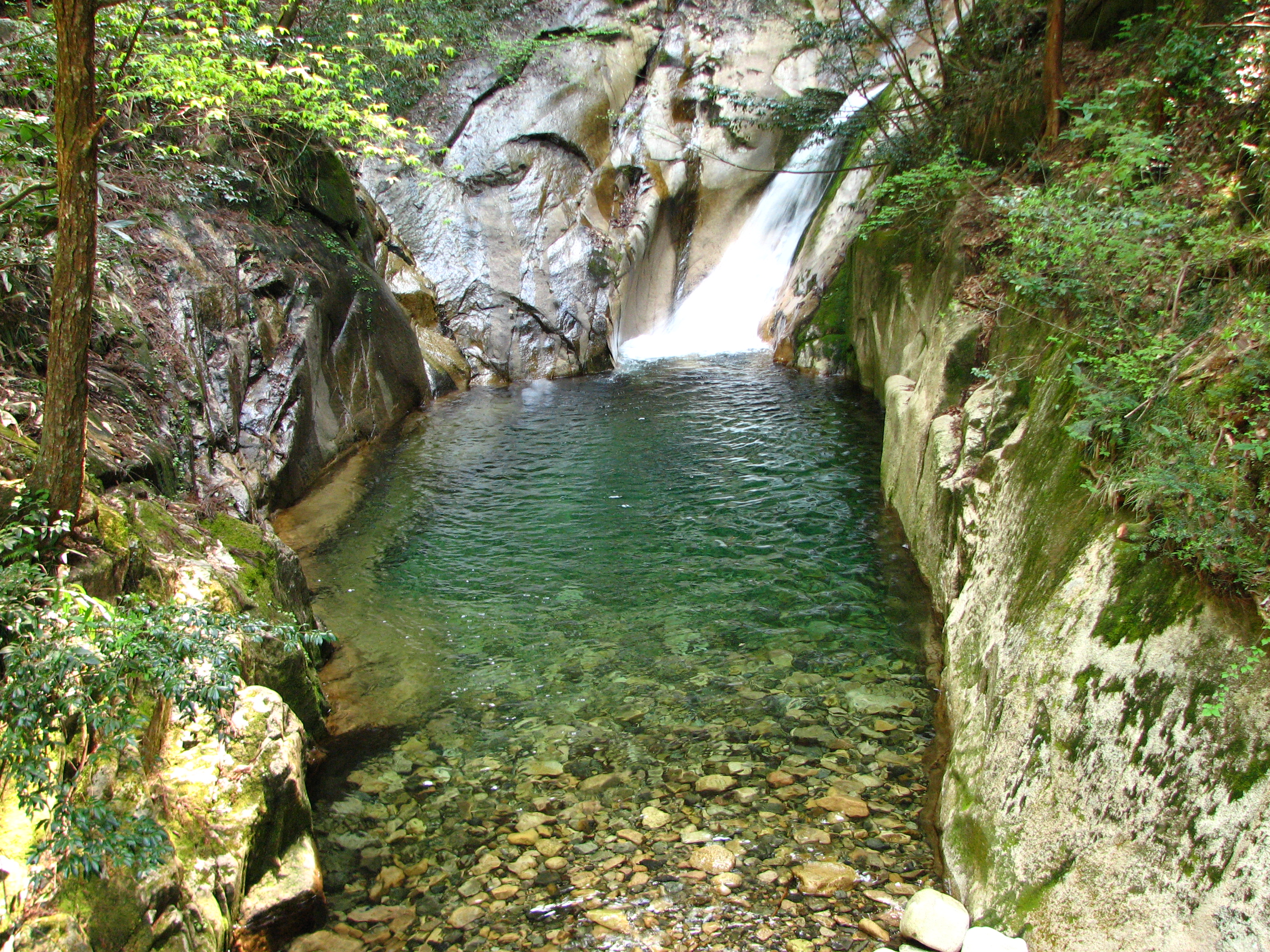
Jakuchi-kyō
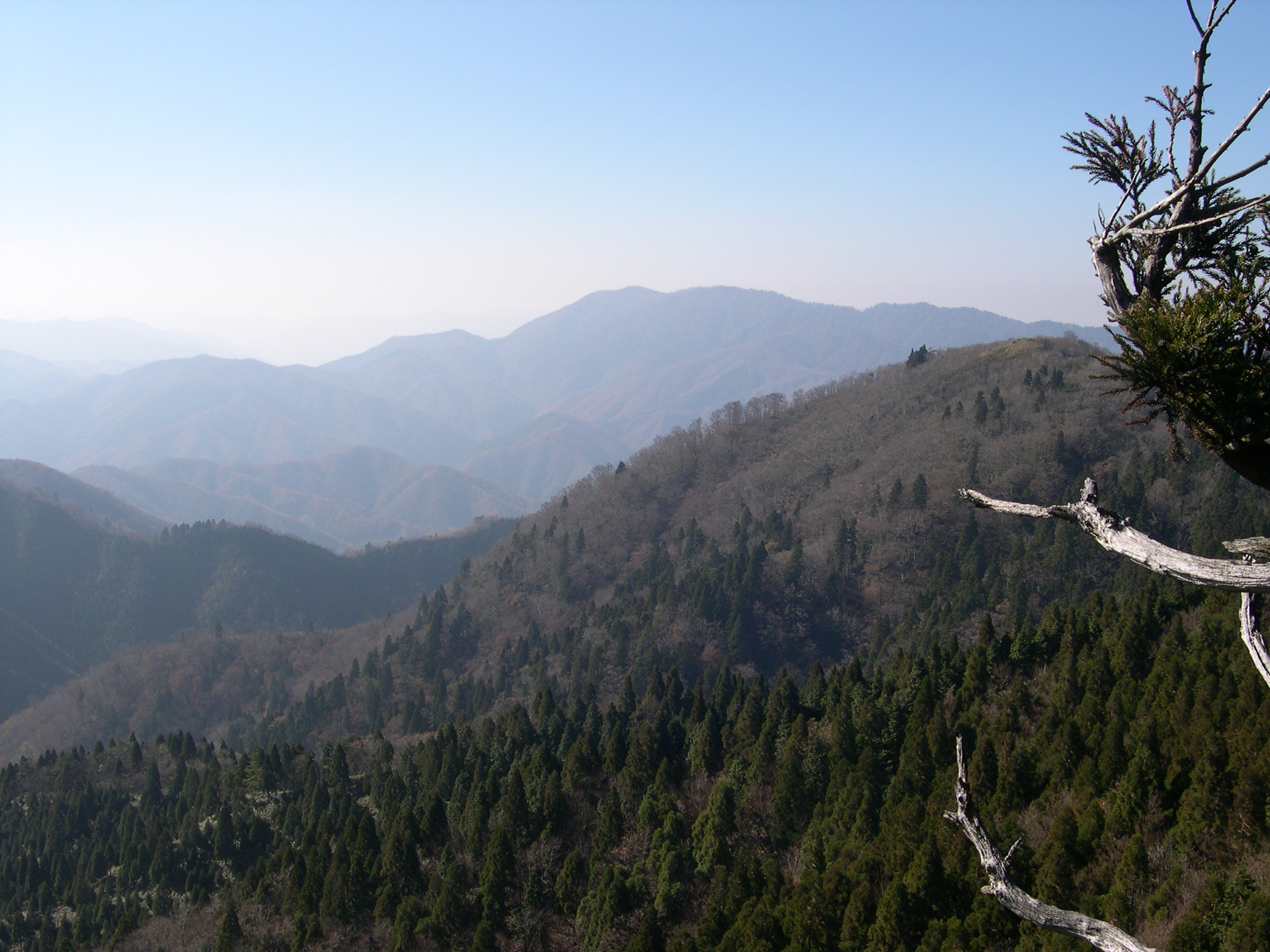
Azōji-san
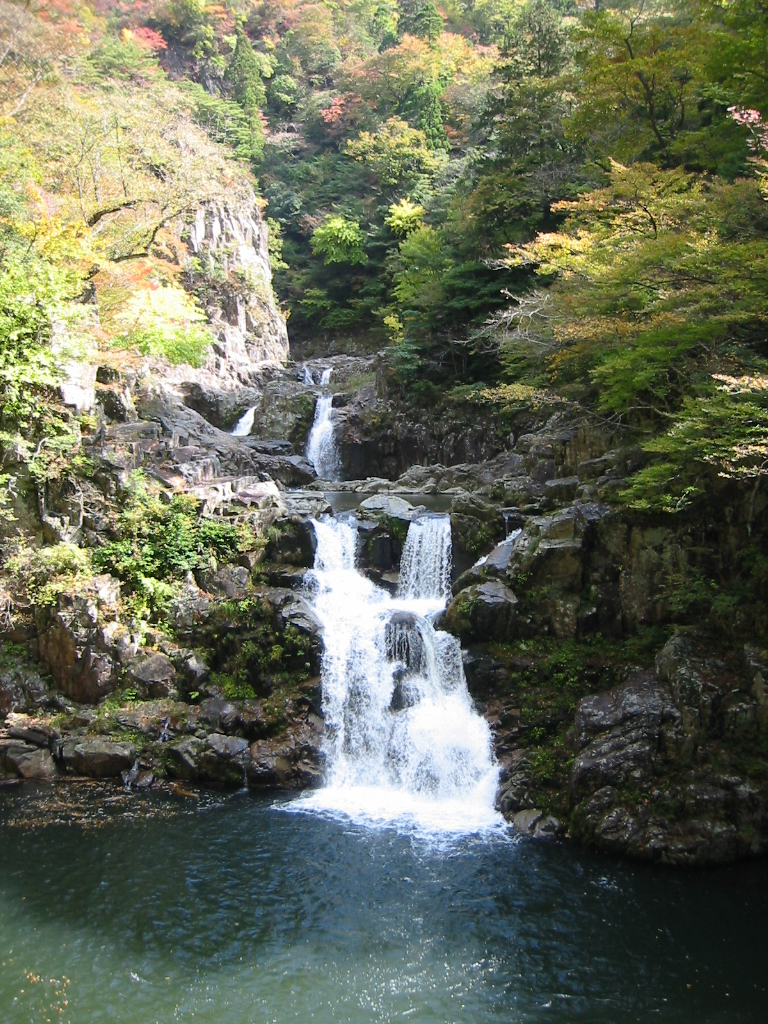
Wodospady Sandan
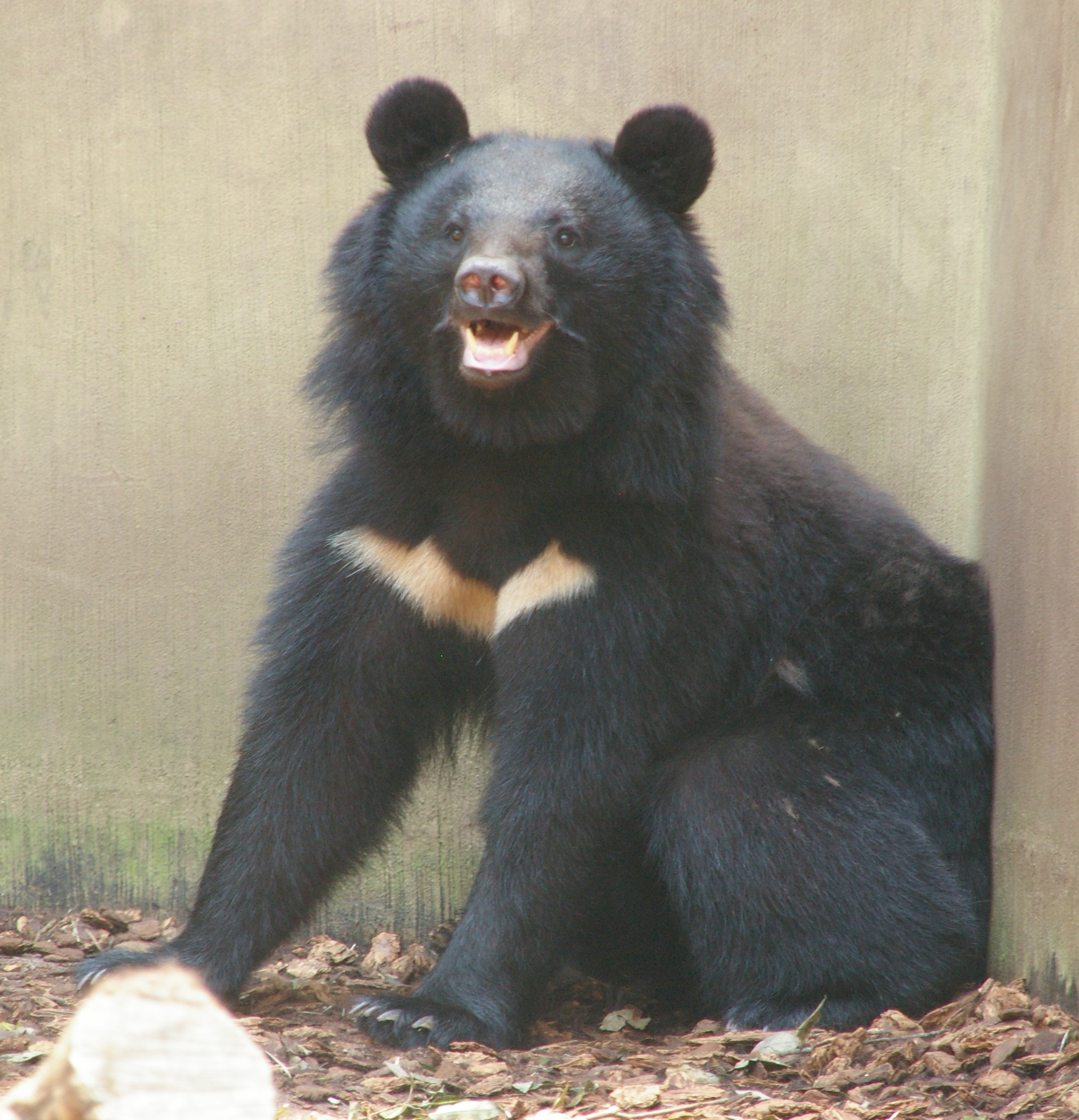
Niedźwiedź czarny w tokijskim Ueno Zoo

Park jest klasyfikowany jako chroniący krajobraz (kategoria V) według IUCN.
Obszar ten został wyznaczony jako quasi-park narodowy 10 stycznia 1969. Podobnie jak wszystkie quasi-parki narodowe w Japonii, jest zarządzany przez samorząd lokalny prefektury.